# Coupe de la paix 2003
Navigation
Édition suivante
La Coupe de la paix 2003, première édition de la Peace Cup, se déroule du 15 au 22 juillet 2003 en Corée du Sud. Huit équipes participent à cette compétition et sont réparties en deux groupes de quatre, les vainqueurs de chaque groupe se qualifiant pour la finale, qui a lieu le 22 juillet à Séoul.
Le premier vainqueur de cette coupe est le PSV Eindhoven, qui empoche la somme de 2 millions de dollars.

## Équipes
| Groupe A - Besiktas JK - Seongnam Ilhwa Chunma - Kaizer Chiefs - Olympique lyonnais | Groupe B - TSV 1860 Munich - Nacional - Los Angeles Galaxy - PSV Eindhoven |

Stades
- Seoul World Cup Stadium
- Suwon World Cup Stadium
- Daejeon World Cup Stadium
- Busan Asiad Stadium
- Ulsan Munsu Stadium
- Gwangju World Cup Stadium

## Résultats

### Groupe A
| Club                  | Pts | J | V | N | D | BP | BC | +/- |
| --------------------- | --- | - | - | - | - | -- | -- | --- |
| Olympique lyonnais    | 6   | 3 | 2 | 0 | 1 | 4  | 2  | +2  |
| Seongnam Ilhwa Chunma | 6   | 3 | 2 | 0 | 1 | 3  | 2  | +1  |
| Besiktas JK           | 4   | 3 | 1 | 1 | 1 | 5  | 5  | 0   |
| Kaizer Chiefs         | 1   | 3 | 0 | 1 | 2 | 2  | 5  | -3  |

| 15 juillet, 2003 | Seongnam Ilhwa Chunma           | 2–1 | Besiktas JK | Seoul World Cup Stadium |  |
|                  | Drakulić 7e · Kim Dae-eui 90+2e |     | Kaloğlu 5e  |                         |  |

| 15 juillet, 2003 | Kaizer Chiefs | 0–2 | Olympique lyonnais  | Daejeon World Cup Stadium |
|                  |               |     | Bergougnoux 3e, 14e |                           |

| 17 juillet, 2003 | Seongnam Ilhwa Chunma | 1–0 | Kaizer Chiefs | Suwon World Cup Stadium |
|                  | Kim Do-hoon 18e       |     |               |                         |

| 17 juillet, 2003 | Olympique lyonnais | 1–2 | Besiktas JK              | Ulsan Munsu Stadium |  |
|                  | Luyindula 74e      |     | Pancu 46e · Yıldırım 86e |                     |  |

| 19 juillet, 2003 | Besiktas JK                     | 2–2 | Kaizer Chiefs            | Busan Asiad Stadium |  |
|                  | Ronaldo Guiaro 52e · Yalçın 65e |     | Musasa 57e · Moshoeu 72e |                     |  |

| 19 juillet, 2003 | Olympique lyonnais | 1–0 | Seongnam Ilhwa Chunma | Jeonju World Cup Stadium |
|                  | Govou 7e           |     |                       |                          |

### Groupe B
| Club               | Pts | J | V | N | D | BP | BC | +/- |
| ------------------ | --- | - | - | - | - | -- | -- | --- |
| PSV Eindhoven      | 6   | 3 | 2 | 0 | 1 | 9  | 6  | +3  |
| Nacional           | 4   | 3 | 1 | 1 | 1 | 3  | 2  | +1  |
| TSV 1860 Munich    | 4   | 3 | 1 | 1 | 1 | 3  | 4  | -1  |
| Los Angeles Galaxy | 2   | 3 | 0 | 2 | 1 | 1  | 4  | -3  |

| 16 juillet, 2003 | TSV 1860 Munich       | 2–4 | PSV Eindhoven                                             | Busan Asiad Stadium |  |
|                  | Schrot 9e · Kioyo 80e |     | Park Ji-sung 49e · Kežman 62e · Ooijer 88e · Robben 90+3e |                     |  |

| 16 juillet, 2003 | Los Angeles Galaxy | 0–0 | Nacional | Jeonju World Cup Stadium |  |
|                  |                    |     |          |                          |  |

| 18 juillet, 2003 | Nacional                                    | 3–1 | PSV Eindhoven | Seoul World Cup Stadium |  |
|                  | Scotti 29e · Munúa 42e (pen.) · Ledesma 90e |     | Robben 28e    |                         |  |

| 18 juillet, 2003 | TSV 1860 Munich | 0–0 | Los Angeles Galaxy | Daejeon World Cup Stadium |  |
|                  |                 |     |                    |                           |  |

| 20 juillet, 2003 | PSV Eindhoven                                                              | 4–1 | Los Angeles Galaxy | Suwon World Cup Stadium |  |
|                  | Park Ji-sung 2e · Vennegoor of Hesselink 5e · de Jong 56e · van Bommel 79e |     | Chacón 66e         |                         |  |

| 20 juillet, 2003 | Nacional | 0–1 | TSV 1860 Munich | Ulsan Munsu Stadium |
|                  |          |     | Schrot 66e      |                     |

### Finale
| 22 juillet, 2003 | PSV Eindhoven         | 1–0 | Olympique lyonnais | Seoul World Cup Stadium |
|                  | van Bommel 23e (pen.) |     |                    |                         |